# Triana (groupe)
Pour les articles homonymes, voir Triana.
Triana est un groupe de rock progressif espagnol, originaire de Séville. Il est formé en 1974 par Jesús de la Rosa Luque, Eduardo Rodríguez Rodway et Juan José « Tele » Palacios.
Leurs trois premiers albums font partie des albums les plus acclamés à l'époque du pic de popularité du rock progressif espagnol, bien que son succès et sa reconnaissance aient été un peu tardifs. L'accident de la route de Jesús de la Rosa en 1983 mène à la dissolution du groupe.
Cependant, Tele prend la décision controversée de reformer le groupe avec de nouveaux membres en 1994. Malgré sa disparition en 2002, les nouveaux membres de l'orchestre décident de poursuivre la trajectoire du groupe, chose que le dernier membre de la formation originale encore en vie, Eduardo Rodríguez, a critiqué sévèrement. 

## Biographie

### Création (1973-1974)
Les origines de Triana sont retracées au sein du groupe Tabaca, qui se composait en principe de Carlos Attias (bassiste de Miguel Ríos), Emilio Souto (chanteur de Los Solitarios), et Eduardo Rodríguez Rodway (guitariste de Los Payos). Vers 1973, Attias s'éloigne du groupe, et est remplacé par Jesús de la Rosa Luque à la basse et au chant, tandis que Souto se dissocie lui aussi du groupe. Juan José « Tele » Palacios rejoint Eduardo Rodríguez et de la Rosa à la batterie, posant les bases de Triana.
La première formation de Triana compte aussi sur Dolores Montoya et Manuel Molina, bien que tous les deux ont quitté le groupe rapidement, pour former un duo, Lole y Manuel, de sorte que Triana est réduit en trio, format qui sera définitif. Le but initial du groupe était de fusionner le flamenco avec le rock psychédélique et le rock progressif, inspiré de groupes tels que Pink Floyd, Caravan, Procol Harum, Traffic et King Crimson à ses débuts.

### Première étape (1974-1979)
Ses trois premiers albums reflètent clairement les tendances flamenco, rock psychédélique et rock progressif.
Leur premier album, Triana (généralement connu sous le titre de El Patio), sorti en 1975 par Movieplay, et produit par Gonzalo García Pelayo, connaît un grand succès auprès d'un jeune public, malgré une promotion quasiment inexistante. L'album contient deux chansons qui deviendront des classiques du groupe, et créent un style au sein du rock andalou : Abre la puerta et En el lago (Andrés N. El Alemán).
Dans leur deuxième album, Hijos del agobio, de 1977, publié à un moment critique de l'histoire contemporaine d'Espagne, des thèmes politiques s'ouvrent : jouissance de la liberté (La Guitarra a la mañana le habló / de libertad) mais méfiance de la politique.
Enfin, Sombra y luz (1979) - album pour lequel ils seront certifié disque d'or - maintient les aspects progressifs, bien que le style musical soit plus sombre et plus expérimentale que dans les albums précédents, avec des éléments de jazz (Sombra y luz) et plus grande présence de la guitare électrique (Una historia).

### Seconde étape (1980-1983)
Après cette trilogie progressive, il y a ceux qui considèrent qu'ils ont quelque peu changé leur enregistrement ; néanmoins, ils offrent toujours des hits tels que le single Tu frialdad (son seul numéro un ; inclus dans l'album Un encuentro, publié en 1980), Desnuda la mañana et Noche de amor desesperada, morceau de l'album Un mal sueño (1981), et Llegó el día de l'album homonyme, publié en 1983.
La mort de Jesús de la Rosa lors d'un accident de la route, le 14 octobre 1983, met fin aux activités du groupe. Dans une interview avec Juan José Palacios Tele, réalisée par le fanzine SYN, il commente : « Il nous laisse totalement orphelins de fratrie, dans les idées et dans la musique, un coup un peu cruel. »

### Retour controversé (depuis 1994)
Après la fin de Triana en tant que groupe, Eduardo Rodríguez Rodway commence une carrière solo au milieu des années 1980, tandis que Tele, revient dans les années 1990 sur scène avec le nom du groupe, et en 1995, il publie la compilation Triana una historia accompagnée d'une vidéo documentaire, qui est certifiée disque de platine.
Cependant, Tele recrute des membres d'anciens groupes et d'autres musiciens, pour former un nouveau groupe voulant utiliser le nom de Triana pour cette nouvelle formation :  Pepe Bao, Raúl Fernández, Andrés Herrera El Pájaro, Juan Reina ou Julián Planet, entre autres. Ils sortent deux albums,Un jardín eléctrico (1997) y En libertad (1999). Aux premières heures du 8 juillet 2002, Tele est admis à l'hôpital Ramón y Cajal de Madrid à la suite d'une rupture de l'aorte ; il ne pourra être sauvé.
Après la mort de Tele, le chanteur Juan Reina revient en 2007 en adoptant à nouveau le nom de Triana, et en enregistrant un album intitulé Un camino por andar, accompagné par des musiciens pratiquement inconnus, totalement inconscients de l'histoire qui se cache derrière Triana.

## Style musical
Leur style musical relève principalement du rock progressif et du flamenco, d'où leur fréquente catégorisation parmi les groupes de rock andalou. Pour beaucoup, il est devenu l'un des groupes les plus importants et influents du rock espagnol.

## Membres

### Membres actuels
- Juan Reina – voix, guitare (depuis 1994)
- Andrés Herrera (El Pájaro) – guitare (depuis 1994)
- Raúl Fernández – guitare (depuis 1994)
- Santi Camps – basse (depuis 1994)
- Marcos Gamero – batterie (depuis 2002)

### Anciens membres
- Jesús de la Rosa Luque - (1974-1983 ; décédé le 13 octobre 1983)
- Eduardo Rodríguez Rodway – guitare (1974-1983)
- Juan José Palacios – batterie, percussion (1974-1983, 1994-2002 ; décédé en 2002)
- Emilio Grueso – piano (1994-2009)

## Discographie

### Albums studio
- 1975 : El Patio (Fonomusic)
- 1977 : Hijos del agobio (Movieplay)
- 1979 : Sombra y luz (Movieplay)
- 1980 : Un encuentro (Movieplay)
- 1981 : Un mal sueño (Movieplay)
- 1983 : Llegó el día (Movieplay)

### Compilations
- 1988 : 5.º Aniversario
- 1991 : Triana 92
- 1995 : Una Historia
- 2000 : Una historia de la luz y de la sombra
- 2004 : Sé de un lugar
- 2008 : Quiero contarte
- 2013 : Recuerdos de una noche - 30 Aniversario

### Album live
- 1989 : Triana en directo (enregistré en 1981) (Triana Rock)

### Album posthume
- 1986 : Tengo que marchar (disque posthume avec chansons inédites, en souvenir de Jesús de la Rosa) (CAIMAN)